# QSO J0313-1806
QSO J0313-1806 est un candidat pour le titre du quasar le plus lointain, il possède un décalage vers le rouge de 7.642. QSO J0313-1806 a été découvert par une équipe d'astronomes internationale avec le Atacama Large Millimeter/submillimeter Array (abrégé en ALMA). Il se situe dans la constellation de l'Eridan à, selon les valeurs du décalage vers le rouge, ~13.13 ou ~13.2 milliards d'années-lumière,.

## Caractéristiques
QSO J0313-1806 est un quasar très lumineux, dans le domaine radio et le domaine optique, sa magnitude bolométrique est estimée à 3.6 × 1013 L⊙ soit 36 000 000 000 000 fois la luminosité émise par le Soleil (L⊙). La spectroscopie de ce quasar a révélé que le trou noir central de QSO J0313-1806 aurait une masse de 1 600 000 000 masses solaires. Si l'on utilise les modèles théoriques du grossissement des trous noirs, une telle masse ne pouvait exister ∼670 millions d'années après le Big Bang. À cause de ce quasar, les modèles de grossissement des trous noirs ont dû être grandement modifiés. Cette spectroscopie a aussi montré que les gaz du disque d'accrétion de QSO J0313-1806 auraient une vélocité maximale de 20% de la vitesse de la lumière. Lors de la découverte de QSO J0313-1806 par le ALMA, l'équipe a étudié QSO J0313-1806 pendant plus d'un an ; pendant cette période d'observation, l'équipe de recherche a observé que la galaxie naine / protogalaxie de QSO J0313-1806 est en processus de grande formation d'étoiles à partir d'immense nuage de poussière interstellaire, plus de ∼200 M⊙ de matière serait transformée en étoile chaque année. Quant au nuage de poussière, il aurait une masse de ∼7 × 107 M⊙.

## Source externe
- (en) QSO J0313-1806 sur la base de données Simbad du Centre de données astronomiques de Strasbourg.